# Suprema Orden de Cristo

La Suprema Orden Ecuestre de la Milicia de Nuestro Señor Jesucristo (o Suprema Orden de Cristo) es la más elevada distinción pontificia creada para premiar especialísimos servicios prestados a la Iglesia católica.

## Historia
Fue instituida en Aviñón el 14 de marzo de 1319 por el papa Juan XXII para premiar los más relevantes servicios a la Iglesia universal en la defensa de la fe católica.

## Reformas
El Papa San Pío X, en la reforma del año 1905, estableció «que ninguna otra le fuese superior en dignidad y que sobresaliese en todas las demás en grandeza y esplendor» otorgándose siempre con un criterio extraordinariamente restringido. El Papa Pablo VI, mediante Bula Pontificia de 15 de abril de 1966, reservó esta condecoración únicamente a reyes y jefes de Estado católicos que se hayan distinguido con méritos especialísimos hacia la Iglesia y la religión católica.
Esta orden pontificia tiene un único grado, el de Caballero.

## Insignias
La condecoración consiste en una cruz de esmalte rojo, que lleva en medio otra blanca, pendiente de una corona real de oro, y se lleva al cuello sujeta a un collar que reproduce los emblemas pontificios. Al mismo tiempo se usa, en el pecho, la placa, consistente en la misma cruz rodeada de rayos de plata. El Papa San Pío X reglamentó asimismo el uniforme que correspondía a los caballeros de esta Orden.
La investidura de esta distinción se hace ante un cardenal, y en ella el nuevo Caballero hace promesa de adhesión a la Iglesia católica y hace solemne profesión de Fe. La orden del temple o soldados de cristo se distinguían por una vestimenta que consistía en un manto blanco con una cruz roja en el pecho.

## Personajes condecorados
Algunos condecorados con la Orden Suprema de Cristo han sido:

Mariscal Francisco Solano López, Presidente de la República del Paraguay
Peter Anton von Verschaffelt, escultor y arquitecto flamenco.
Federico Fernando de Anhalt-Köthen, duque de Anhalt-Köthen. General de Prusia.
Johann Franz Anton von Olry, diplomático de Baviera.
Adolf von Auersperg, ministro-presidente de Austria.
Heinrich von Hess, mariscal de campo de Austria.
Otto von Bismarck, canciller de Alemania.
George Robinson, marqués de Ripon. Líder de la Cámara de los Lores del Reino Unido.
el príncipe Carlos III de Mónaco.
Escipión Salviati, duque Salviati. Presidente de la Opera dei Congressi.
el archiduque Eugenio de Austria, Gran maestre de la Orden Teutónica.
el príncipe Enrique de Alemania y Prusia.
Alejandro Groizard y Gómez de la Serna, ministro Fomento y Gracia y Justicia de España.
Claudio López Bru, marqués de Comillas. Fundador de la Universidad Pontificia Comillas
Antonio Aguilar y Correa, marqués de La Vega de Armijo. Presidente del Consejo de Ministros de España
el príncipe Marco Antonio de Paliano, príncipe asistente al Solio pontificio.
el príncipe Alejandro de Cerveteri, gran maestre del Santo Hospicio Apostólico.
el rey Víctor Manuel III de Italia.
el rey Humberto II de Italia.
el Príncipe Luis Chigi Albani della Rovere, Gran Maestre de la Soberana Orden de Malta.
Wilhelm Miklas, Presidente de la República de Austria.
Albert Lebrun, Presidente de la República de Francia.
el Príncipe Félix de Borbón-Luxemburgo.
Francisco Franco Bahamonde, Jefe de Estado de España.
Luigi Einaudi, Presidente de la República de Italia .
René Coty, Presidente de la República de Francia.
Charles de Gaulle, Presidente de la República de Francia.
el Rey Balduino de Bélgica.
Éamon de Valera, Presidente de la República de Irlanda.
Antonio Segni, Presidente de la República de Italia.
Konrad Adenauer, Canciller de la República Federal de Alemania.
el cardenal Maximiliano de Furstenberg, gran maestre de la Orden del Santo Sepulcro de Jerusalén.
el Príncipe Angelo de Mojana de Colonna, Gran Maestre de la Soberana Orden de Malta.